# Walricus
De heilige Walricus (Auvergne, 565 - Leuconay, 1 april 619), die in het Nederlands meer bekend staat als Sint-Walrick, hoorde van de monnik Columbanus en trad in in diens klooster in Luxeuil. In 610 trok Valéry met enkele gezellen naar de streek rond Amiens, waar ze als kluizenaar leefden. In 613 stichtte Walricus een klooster volgens de regel van Colombanus op het landgoed van de abdij van Saint-Leuconay, tegenwoordig Saint-Valery-sur-Somme. Valéry deed veel aan bekeringswerk in Picardië. Hij hakte onder meer een boom om die door de heidenen aanbeden werd. Een lamme die hij had genezen, volgde hem na zijn dood op als abt. 
De abdij had een priorij bij Overasselt, waar de monniken die deze abten opvolgden in de 15e eeuw de Sint-Walrickkapel lieten bouwen. Bij de ruïne ervan staat een koortsboom. Walricus wordt vereerd als beschermheilige. Hij is patroon van Saint-Valéry-en-Caux en Saint-Valéry-sur-Somme. Hij is, samen met andere heiligen, ook patroonheilige van schippers en vissers. Zijn voorspraak werd ingeroepen voor zieken, specifiek tegen de koorts. In Overasselt bij Nijmegen staat nog een koortsboom bij de ruïne van de Sint-Walrickkapel. Bovendien hielp hij mensen die voor de rechter moesten verschijnen. Dit hield verband met een legende waarin verteld wordt hoe hij een onschuldige losknoopte van de dood door ophanging en weer ten leven wekte. 
Sint-Walricus wordt gekend onder de namen Galléry, Valéry, Walarik, Walari(c)kus, Waldrik of Walri(c)k) – van Saint-Valéry (ook van Saint-Leuconay of van Picardië). De feestdag van Sint-Walrick wordt gevierd op 1 april, maar op 12 december in Amiens, de hoofdstad van het departement Somme. Na zijn dood werd zijn tombe een bedevaartsoord.